# Mesua calophylloides
Mesua calophylloides är en tvåhjärtbladig växtart som först beskrevs av Ridley, och fick sitt nu gällande namn av André Joseph Guillaume Henri Kostermans. Mesua calophylloides ingår i släktet Mesua och familjen Calophyllaceae. Inga underarter finns listade i Catalogue of Life.